# Скален питон
Скалните питони (Python sebae) са вид влечуги от семейство Питонови (Pythonidae).
Разпространени са в блатисти местности и край водни басейни в Централна и Западна Африка.
Таксонът е описан за пръв път от Йохан Фридрих Гмелин през 1788 година.

## Подвидове
- Python sebae natalensis
- Python sebae sebae